# Karlstads historia

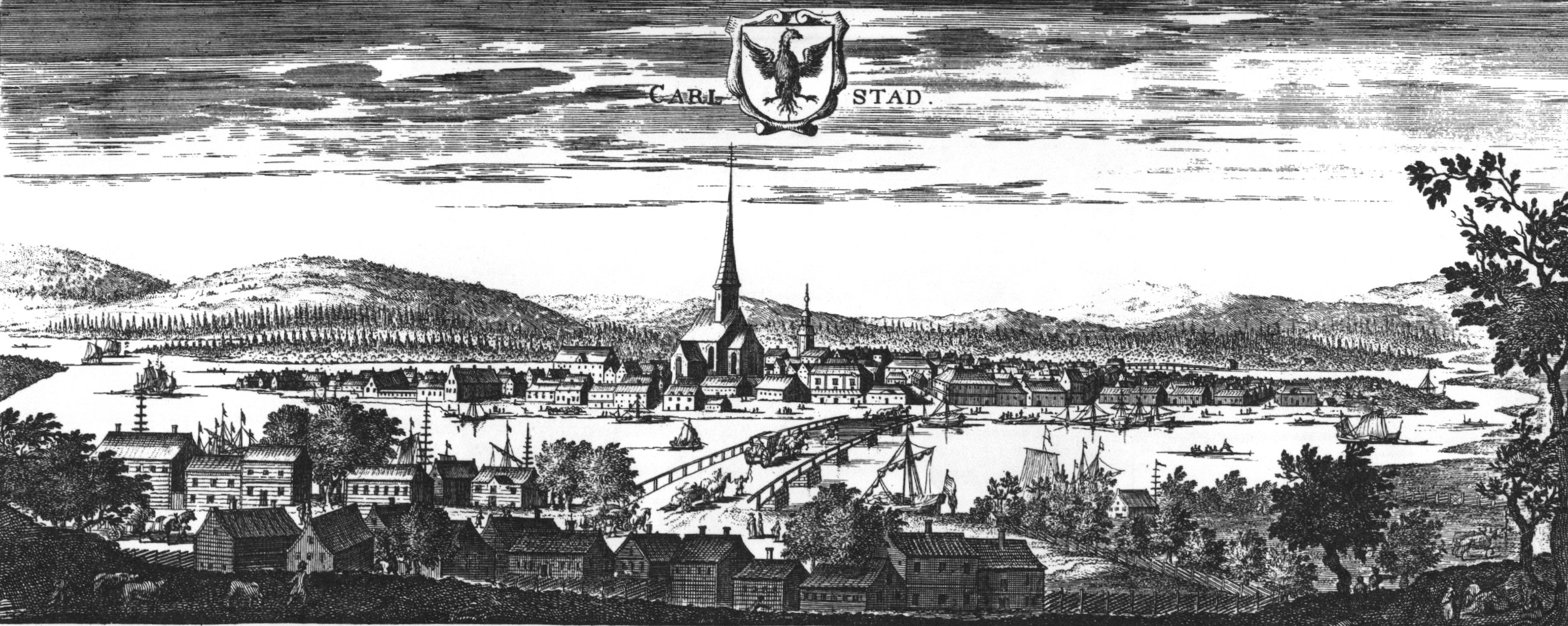
Karlstad på 1600-talet i Suecia Antiqua et Hodierna.

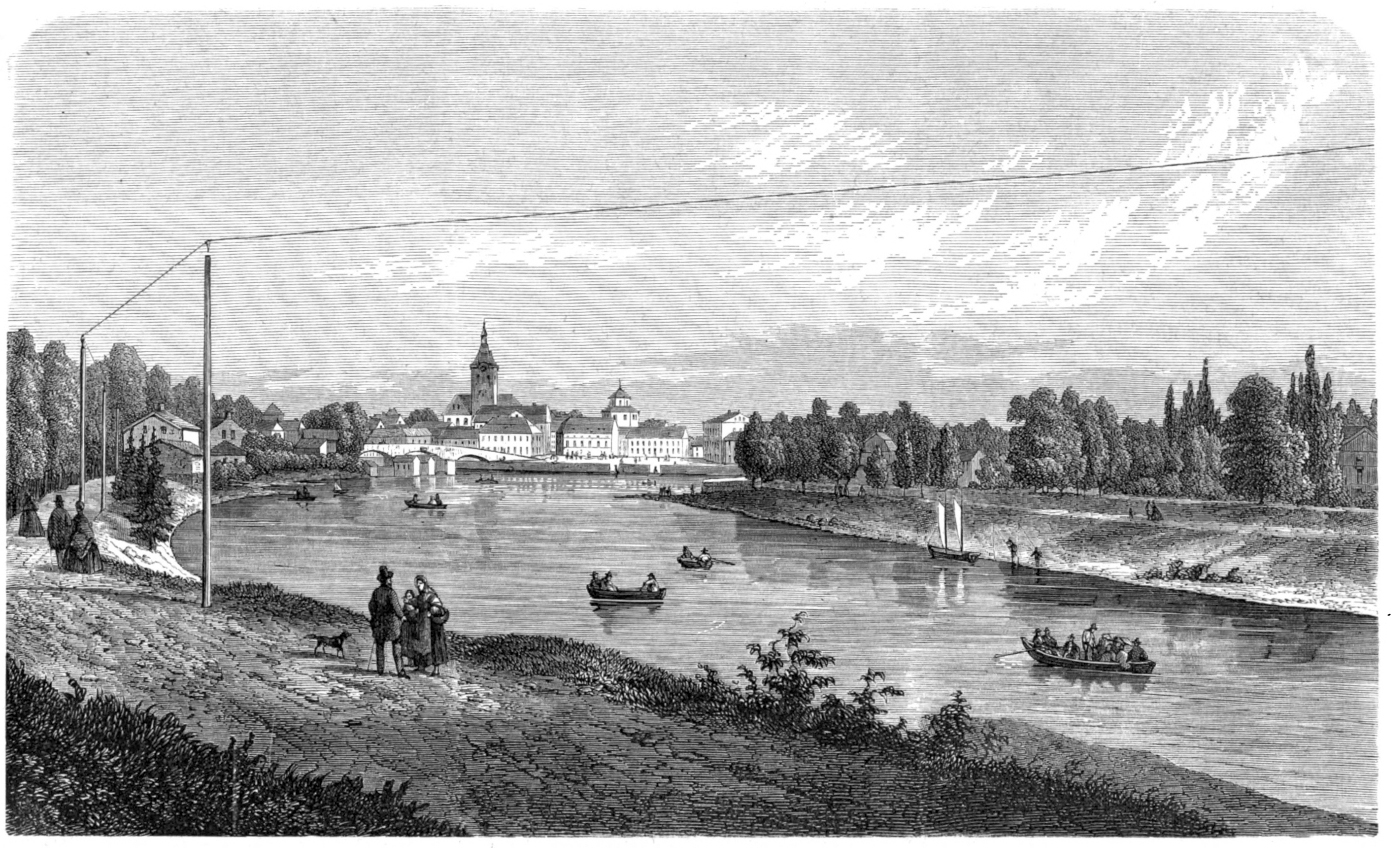
Karlstad på 1860-talet.
Xylografi ur bildverket Nordiska taflor 1866.

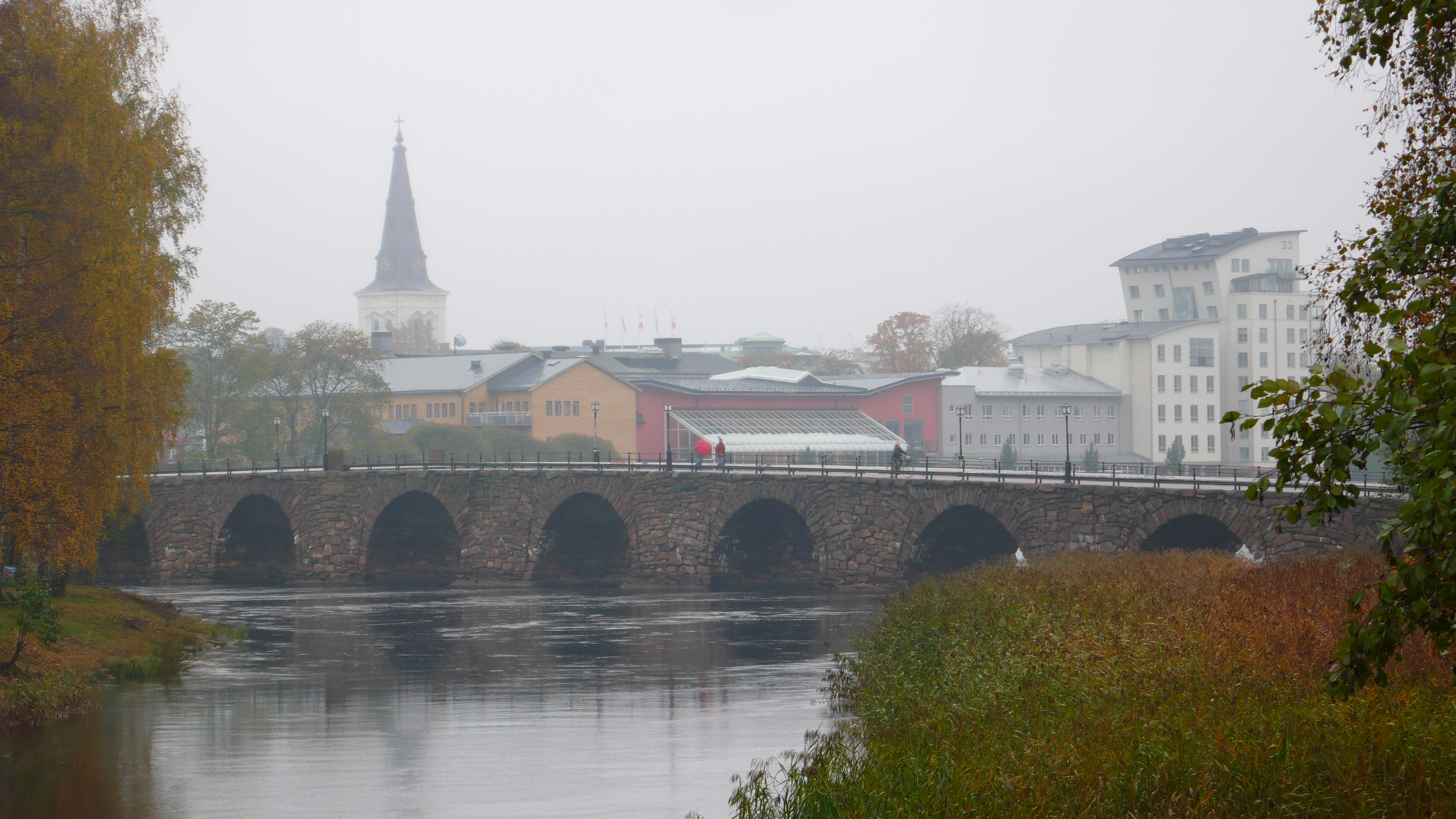
Östra bron

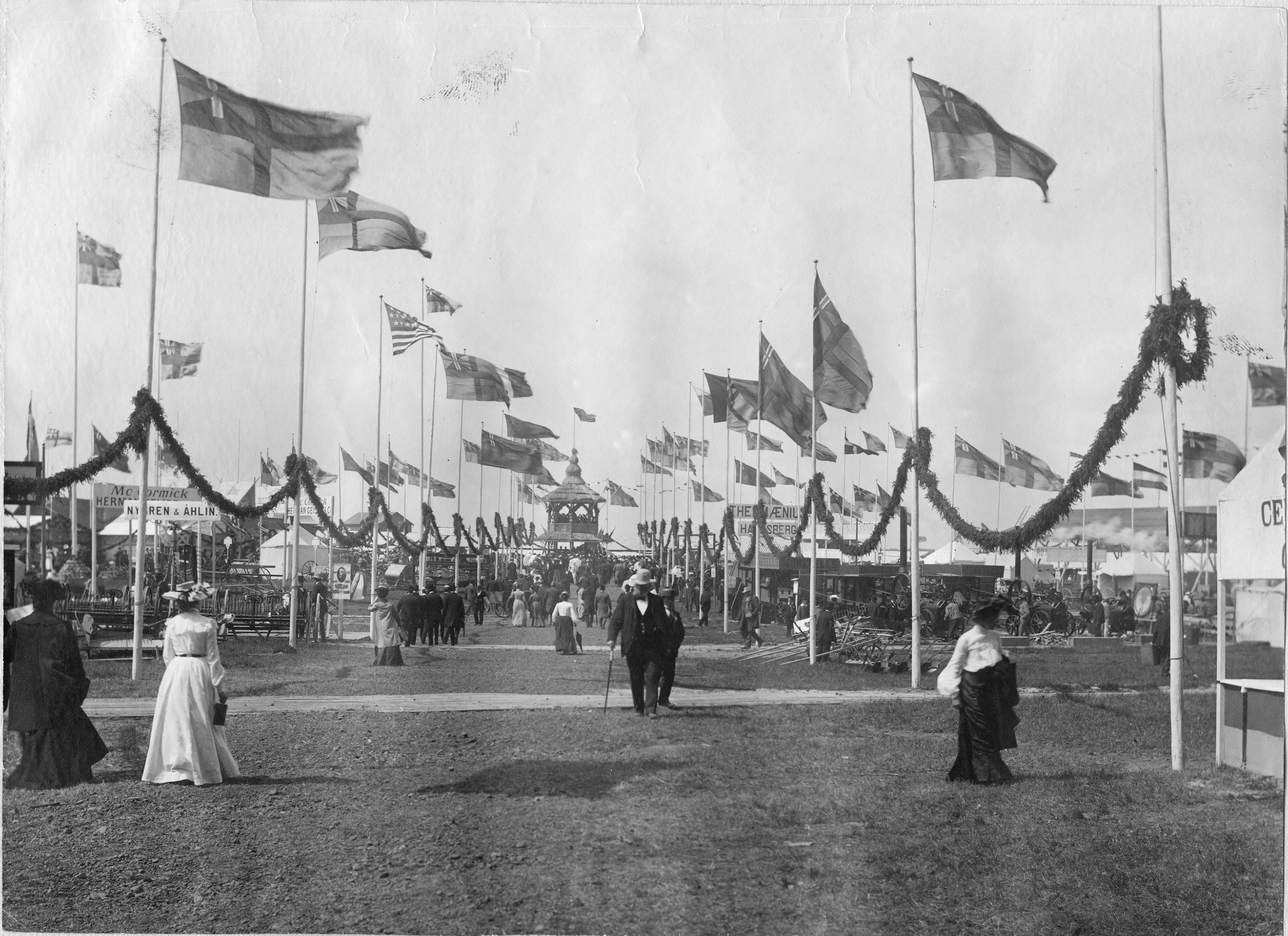
Totalvy över lantbruksutställningen i Karlstad 1903

Karlstad erhöll stadsprivilegier av Karl IX den 5 mars 1584. Då fanns bara 45 hushåll och 150 invånare. Samhället Thingvalla bytte då namn till Carlstad. Karlstad som namn omnämns första gången 1582 och hade en föregångare som hette Tingvalla och är känd sedan 1200-talet som en handels- och marknadsplats. Under en lång tid på 1600-talet var brukspatron Johan Börjesson Carlberg stadens borgmästare. I september 1616 brann flera av stadens gårdar ner.
1647 blev Karlstad stiftsstad i Karlstads stift och 1775 residensstad i Värmlands län. Karlstads första gymnasium invigdes 1675. Den var länge en mycket liten stad, och hade 1652 360 mantalsskrivna invånare, och ännu 1800 2.165 invånare. Under det stora nordiska kriget förlades flera kompani i Karlstad. Flest soldater inkvarterades i staden under Karl XII båda fälttåg mot Norge 1716 och 1718. Staden var vid denna tid på kraftig nedgång, vilket föranledde att dåvarande borgmästaren Leonard Johan Ringer skickade in en skrivelse till landshövdingen i september 1719. I skrivelsen påtalar han att staden lider av hungersnöd och stora delar av befolkningen riskerar att frysa ihjäl med anledning av bristen på ved. Bara en månad senare, natten till den 1 oktober 1719, ödelades nästintill hela staden av en stor brand. Domkyrkan, som då var belägen nere vid Klarälven, blev offer för branden. Elden skall ha uppkommit i en gård i närheten av Stora torget.
Den 22 juni 1752 drabbades staden åter av en omfattande brand som startade hos guldsmeden Fernlöfs gård. På bara sju timmar hade staden ödelagts.
I slutet av 1700-talet invigdes Sveriges längsta stenbro, Östra bron. Under 1800-talet kom Karlstad att få betydelse som utskeppningshamn för Klarälvsdalens och Fryksdalens bruks- och skogsbygder. En förutsättning för detta var Trollhätte kanal som byggdes 1800 och fördjupades 1845. En ordentlig hamn i Karlstad anlades först 1835. En ny och bättre hamn, nuvarande inre hamnen, anlades 1858–64. 1906 färdigställdes yttre hamnen, för att möta de nya fraktbehoven vid tillkomsten av Karlstad–Munkfors järnväg. 1841 erhöll Karlstad stapelstadsrättigheter.

## Industrialismen
1869 fick Karlstad genom nordvästra stambanan järnvägsförbindelse med Laxå, 1871 med Norge. Något omedelbart uppsving innebar inte järnvägen och framdragandet av Bergslagernas järnväg 1879, som skar stambanan vid Kil, innebar att en del av Värmlands export kom att gå direkt på Göteborg i stället för via Karlstad. Bruksdöden och de nya träindustrier, som kom att växa upp i dess spår, förlades i många fall i Karlstads närhet. 1854 byggdes Orrholmens ångsåg, 1855 Skoghalls ångsåg, sedan följde en rad andra. 1915 öppnade Karlstad–Skoghalls järnväg. Bland industriföretag etablerade under denna tid märks Karlstads Mekaniska Werkstad, grundad 1860, C J Wennbergs Mekaniska Verkstad och Svenska precisionsgjuteriet.
Flera av Karlstads monumentalbyggnader uppfördes kort efter branden, som rådhuset (färdigt 1868), läroverket (1869), frimurarlogen (1869), residenset (1871) och stadshotellet.
Sola i Karlstad, egentligen Eva Lisa Holtz är en känd symbol för staden Karlstad och har haft stor påverkan på stadens bild utåt. Holtz var servitris och ägde en krog i gamla Karlstad. Hon blev känd för sitt glada och "soliga" humör. Karlstad har solen som kommunsymbol och även Karlstads universitet har en sol som symbol.

## Stadsbranden 1865
Som många andra gamla städer har Karlstad drabbats av stora bränder. Den 2 juli 1865 ödelades nästan hela staden. Endast 7 av 241 gårdar återstod och till de byggnader som kunde räddas och som fortfarande står kvar hör biskopsgården, domkyrkan och några hus i kvarteret Almen. Bland andra byggnader som klarade branden märks gamla Gymnasiet, uppfört 1754–59 efter ritningar av Carl Hårleman, Carl Johan Cronstedt och Johan Eberhard Carlberg.
Värmlands hushållningssällskap fyllde 100 år 1903 och jubilerade detta med en Industri- och jordbruksutställning kring Våxnäsparken och Malmtorget. År 1905 diskuterades unionsupplösningen mellan Norge och Sverige fram i Karlstad under Karlstadskonferensen. Samma år öppnades Centralsjukhuset i Karlstad.
1913 öppnades Karlstads stadsbibliotek.
Karlstad drabbades av en stor översvämning 1916.
På Mariebergs herrgårds ägor började Värmlands museum efter 1920 uppföra ett friluftsmuseum, Mariebergsskogen, efter Skansenmodell med äldre byggnader från olika delar av Värmland. 1943 uppfördes en stor friluftsteater i området, och området fick alltmer karaktär av folkpark. 1959 övertogs Marieberg av Karlstads stad.
1927 avsatte stadsfullmäktige i Karlstad en tomt på Sandgrundsudden och 1929 kunde det nya Värmlands museum invigas. Byggnaden på Sandgrundsudden i centrala Karlstad är ett stramt tempelliknande hus av Cyrillus Johansson.
Ammunitionsfabriken Zakrisdalsverken grundades 1940 och utvecklades till att ha över 1100 anställda och var under en period den största arbetsgivaren i Karlstad. Verksamheten lades ned 1994.
Wermland Opera, tidigare Värmlandsoperan, är sedan 2003 namnet på det som tidigare kallades Musikteatern i Värmland, som grundades 1975.
1977 bildades Karlstads högskola som 1999 blev Karlstads universitet. 
På 1930-talet öppnade Karlstad-Jakobsberg flygplats, vilken ersattes när Karlstads nya flygplats invigdes 1997.